# Шляхом Незалежности
«Шляхом Незалежности» — орган Головної Управи Українського Центрального Комітету в Польщі, виходив раз на рік у Варшаві 1929 — 34 як продовження «Вістей з Українського Центрального Комітету» (1921—1928). У 1935 — 39 роках його заступив бюлетень Українського Центрального Комітету «За Незалежність». Містив статті політичного, економічного й культурно-освітнього змісту та відомості з еміграційного життя, протоколи зборів Головної Ради Українського Центрального Комітету, звіти з діяльності, обіжники. Гол. співробітники: М. Ковальський, В. Кущ, Є. Маланюк, М. Садовський, Ю. Липа, Л. Чикаленко та інші.